# Trévis Dago
Trévis Dago (Villeneuve-Saint-Georges, 21 gennaio 2005) è un calciatore francese, attaccante dell'Annecy in prestito dal Lilla.

## Carriera
Cresciuto nelle giovanili di Créteil-Lusitanos e Auxerre, Trévis Dago ha firmato un contratto triennale con il Lilla il 1º luglio 2023. Ha debuttato in prima squadra il 27 febbraio 2024 sostituendo Hákon Arnar Haraldsson nei minuti finali dell'incontro di Ligue 1 perso 3-1 contro il Tolosa.

## Statistiche

### Presenze e reti nei club
Statistiche aggiornate al 11 ottobre 2024.
| Stagione        | Squadra         | Campionato      | Campionato | Campionato | Coppe nazionali | Coppe nazionali | Coppe nazionali | Coppe continentali | Coppe continentali | Coppe continentali | Altre coppe | Altre coppe | Altre coppe | Totale | Totale | Totale |
| Stagione        | Squadra         | Comp            | Pres       | Reti       | Comp            | Pres            | Reti            | Comp               | Pres               | Reti               | Comp        | Pres        | Reti        | Pres   | Reti   |        |
| --------------- | --------------- | --------------- | ---------- | ---------- | --------------- | --------------- | --------------- | ------------------ | ------------------ | ------------------ | ----------- | ----------- | ----------- | ------ | ------ | ------ |
| 2023-2024       | Lille 2         | N3              | 18         | 3          |                 | -               | -               |                    | -                  | -                  |             | -           | -           | 18     | 3      |        |
| 2023-2024       | Lilla           | L1              | 4          | 0          | CF              | 0               | 0               |                    | -                  | -                  |             | -           | -           | 4      | 0      |        |
| 2024-2025       | Annecy          | L2              | 6          | 1          | CF              | 0               | 0               |                    | -                  | -                  |             | -           | -           | 6      | 1      |        |
| Totale carriera | Totale carriera | Totale carriera | 28         | 4          |                 | 0               | 0               |                    | -                  | -                  |             | -           | -           | 28     | 4      |        |